# Neukirchen-Vluyn
Neukirchen-Vluyn é uma cidade da Alemanha localizada no distrito de Wesel, região administrativa de Düsseldorf, estado da Renânia do Norte-Vestfália.